# 존 웨이트
존 찰스 웨이트(영어: John Charles Waite, 1952년 7월 4일 ~ )는 영국의 음악가이다. 솔로 가수로서, 그는 10장의 정규 앨범을 발매했고 미국 빌보드 핫 100 1위와 영국 싱글 차트 톱 10에 오른 1984년 히트 싱글 "Missing You"로 가장 잘 알려져 있으며, 그는 또한 성공적인 록 밴드인 "더 베이비스"와 "배드 잉글리시"의 리드 보컬이기도 했다.